# SFR
Société Française de Radiotéléphonie (SFR) – francuska sieć telefonii komórkowej istniejąca od 1996 roku. 43,5% udziałów w spółce należy do międzynarodowego operatora Vodafone. W 2003 roku z usług SFR we Francji korzystało ponad siedem milionów użytkowników (36% udziału w rynku, drugie miejsce pod względem liczby klientów). 
Międzynarodowym oznaczeniem sieci we Francji jest 208-10. Na wyświetlaczu telefonu SFR ukazane jest jako F-SFR lub RE-SFR w Reunion